# هیده‌یوکی اومه‌زو
هیده‌یوکی اومه‌زو (انگلیسی: Hideyuki Umezu؛ ‏۲۴ ژوئیهٔ ۱۹۵۵ – ۱۷ مهٔ ۲۰۲۴) صداپیشه و بازیگر اهل ژاپن بود. وی از سال ۱۹۸۲ میلادی تا پایان عمر مشغول فعالیت بوده‌است.
از مجموعه ها یا فیلم هایی که وی در آنها نقش داشته‌است می توان به گنگستا. ، کیمیاگر تمام‌فلزی: برادری ،  ناروتو ، ری:زیرو − شروع زندگی در دنیای دیگر ، اومینکو وقتی که آن‌ها گریه می‌کنند ، بلاد+ ، هانتر × هانتر ، وان پیس و دفتر مرگ اشاره کرد.